# Seu Jorge e Almaz
Seu Jorge e Almaz é o álbum de estréia do projeto coletivo Almaz, formado pelo músico carioca Seu Jorge, pelo multi-instrumentista Antonio Pinto, e pelo guitarrista e o baterista da banda Nação Zumbi, Lúcio Maia e Pupillo. O disco foi lançado em 27 de julho de 2010 primeiramente no Japão e nos Estados Unidos, no dia 14 de setembro, na Europa e, somente no início do ano seguinte, foi lançado no mercado brasileiro.

## Antecedentes e produção
O projeto surgiu quando o trio estava gravando a trilha sonora do filme Linha de Passe, de Walter Salles, e convidou Jorge para gravar os vocais em uma das faixas, "Juízo Final", de Nelson Cavaquinho. Acabaram decidindo gravar um disco juntos e se reuniram no estúdio Ambulante, de Antonio Pinto, gravando 18 canções ao vivo. As canções trazem um pouco das preferências e descobertas pessoais de cada artista e, com a palavra final de Mário Caldato - o produtor do disco - sobre quais faixas entravam e quais saíam, fecharam as 12 músicas do álbum.

## Faixas
| N.º | Título                         | Compositor(es)                        | Duração |  |
| 1.  | "Errare Humanum Est"           | Jorge Ben Jor                         | 4:50    |  |
| 2.  | "Das Model"                    | Ralf Hütter, Karl Bartos, Emil Schult | 3:07    |  |
| 3.  | "Cristina"                     | Tim Maia / Carlos Imperial            | 3:08    |  |
| 4.  | "Saudosa Bahia"                | Noriel Vilela                         | 3:17    |  |
| 5.  | "Cirandar"                     | João de Aquino / Martinho da Vila     | 4:15    |  |
| 6.  | "Tempo de Amor"                | Vinicius de Moraes / Baden Powell     | 3:23    |  |
| 7.  | "Everybody Loves The Sunshine" | Roy Ayers                             | 4:56    |  |
| 8.  | "Pai João"                     | Tribo Massahi                         | 3:53    |  |
| 9.  | "Rock With You"                | Rod Temperton                         | 4:51    |  |
| 10. | "Cala Boca, Menino"            | Dorival Caymmi                        | 2:21    |  |
| 11. | "Girl You Move Me"             | French Thompson                       | 5:32    |  |
| 12. | "Juizo Final"                  | Nelson Cavaquinho / Élcio Soares      | 4:54    |  |

## Recepção da crítica
| Críticas profissionais                                                      | Críticas profissionais |
| Avaliações da crítica                                                       | Avaliações da crítica  |
| Fonte                                                                       | Avaliação              |
| --------------------------------------------------------------------------- | ---------------------- |
| Allmusic                                                                    | [ 7 ]                  |
| Esta tabela precisa de ser acompanhada por texto em prosa. Consulte o guia. |                        |

## Músicos
Dada pelo Discogs:
- Seu Jorge: Vocais e percussão
- Antonio Pinto: Baixo, caxixi, percussão, teclados, flauta e cavaquinho
- Lúcio Maia: Guitarra
- Pupillo: Bateria e percussão

## Ficha técnica
Dada pelo Discogs:
- Direção de arte: Lewis Heriz
- Coordenação: Egon
- Masterização: Roberto Carranza
- Mixagem: Mário Caldato
- Fotografia: Mariana Jorge
- Gravação: Mário Caldato e Missionário José
- Assistente de gravação: Thácio Palanca
- Produção: Almaz e Mário Caldato

## Desempenho nas paradas
| Paradas (2010) | Melhor posição |
| -------------- | -------------- |
| França (SNEP)  | 189            |